# Chodaków (gmina)
Chodaków (od 1973 Sochaczew) – dawna gmina wiejska istniejąca do 1954 roku w woj. warszawskim. Nazwa gminy pochodzi od wsi (od 1967 miasta) Chodaków, lecz siedzibą władz gminy był Sochaczew, który stanowił odrębną gminę miejską i ponadto mieścił siedzibę wiejskiej gminy Kozłów Biskupi.
Za Królestwa Polskiego gmina Chodaków należała do powiatu sochaczewskiego w guberni warszawskiej. W połowie 1870 roku do gminy Chodaków włączono obszar zniesionej gminy Trojanów.
W okresie międzywojennym gmina Chodaków należała do powiatu sochaczewskiego w woj. warszawskim. Po wojnie gmina zachowała przynależność administracyjną. 20 października 1933 podzielono ją na 43 gromady (sołectwa):
Andrzejów Duranowski, Bibiampol, Bogdaniec, Bronisławy, Budki Żelazowskie, Chodaków (Kolonia), Chodakówek, Chrzczany, Czerwonka, Czyste, Duranów, Dzięglewo, Feliksów, Gawłów, Helenka, Ignacówka, Janaszówek, Janówek Duranowski, Karwowo, Kąty, Kirsztejnów, Kistki, Konary, Lubiejew, Mokas, Nowa Wieś, Nowe Mostki, Orły-Cesin, Ostrzeszewo, Pilawice, Rozlazłów, Sochaczew, Strojec, Strzyżew, Szczytno, Władysławów, Wyjazd, Wymysłów, Wypalenisko, Zarzecze, Zosin, Zwierzyniec i Żukówka.
Według stanu z 1 lipca 1952 roku gmina Chodaków składała się z 48 gromad. W porównaniu ze stanem z 1933 roku utworzono pięć nowych gromad: Czerwonka Parcele, Kazimierów, Kożuszki Kolonia, Kożuszki Parcele i Wójtówka, a gromadę Żukówka przemianowano na Żukówka.
Gminę zniesiono 29 września 1954 roku wraz z reformą wprowadzającą gromady w miejsce gmin. Jednostki nie przywrócono 1 stycznia 1973 roku po reaktywowaniu gmin, utworzono natomiast jej terytorialny odpowiednik, gminę Sochaczew.